# Surduk
Surduk (en serbe cyrillique : Сурдук) est une localité de Serbie située dans la province autonome de Voïvodine. Elle fait partie de la municipalité de Stara Pazova dans le district de Syrmie (Srem). Au recensement de 2011, elle comptait 1 366 habitants.
Surduk est officiellement classé parmi les villages de Serbie. 
Sous l'Empire romain, la localité était connue sous le nom de Rittium. Son nom actuel lui vient d'un mot turc désignant les « falaises » qui dominent le Danube à cet endroit.
Surkuk a été un des lieux de tournage du film Chat noir, chat blanc d'Emir Kusturica.

## Démographie

### Évolution historique de la population
| 1948  | 1953  | 1961  | 1971  | 1981  | 1991  | 2002  | 2011  |
| ----- | ----- | ----- | ----- | ----- | ----- | ----- | ----- |
| 1 687 | 1 712 | 1 782 | 1 467 | 1 322 | 1 253 | 1 589 | 1 366 |

|  |